# Liste des gouverneurs étrangers d'Afghanistan
Voici une liste de gouverneurs étrangers d'Afghanistan.

## Résidents du Royaume-Uni
- 1837-2 novembre 1841 : Alexander Burnes
- 7 août 1839-23 décembre 1841 : William Hay McNaghten
- 23 décembre 1841-6 janvier 1842 : Eldred Pottinger
- 24 juillet 1879-3 septembre 1879 : Louis Cavagnari
- 1880 : Henry Lepel-Griffin

## Commandants militaires du Royaume-Uni
- 8 octobre 1879-5 mai 1880: Frederick Sleigh Roberts
- 5 mai 1880-11 août 1880: Donald Stuart

## Agents du Royaume-Uni
- Vers 1893-1894: Sardar Muhammad Afzul Khan Bahadur
- 1894-1896: Akram Khan
- 1896-1897: Maulvi Ghafur Khan (première fois)
- 1897-1898: Atta Allah Khan
- 1898-1899: Maulvi Ghafur Khan (deuxième fois)
- 1902-1905: Hafiz Muhammad Navaz Khan
- 1905-1908: Malik Khuda Bakhsh Tiwana
- 1908-1910: Fakir Syed Iftikhar-ud-din
- 1910-1914: Malik Talib Mehdi Khan
- 1914-1920: Hafiz Saifulla Khan